# Alfred Francis Přibram
Alfred Francis Přibram (Londres, 1er septembre 1859 - Londres, 7 mai 1942) est un historien autrichien.

## Biographie
Né dans une famille de négociants praguois juifs, Přibram étudie la philosophie et l'histoire à l'université de Vienne à partir de 1878, études closes en 1882 par une thèse et en 1883 par le diplôme de l'Institut für österreichische Geschichtsforschung. Il fait ensuite toute sa carrière dans la même université, où il devient en 1887 Privatdozent, en 1894 professeur extraordinaire, en 1900 professeur titulaire et enfin en 1913 professeur ordinaire. La politique antisémite des nazis le contraint en 1939 à l'exil en Angleterre.
Ses premiers travaux portent sur l'empereur autrichien du XVIIe siècle Léopold Ier. Après la Première Guerre mondiale, il change complètement de sujet et de période en se tournant vers l'étude des origines de ce conflit. Enfin, son dernier livre, réalisé dans le cadre du Comité international d'histoire des prix, dont il était le représentant pour l'Autriche, porte sur l'histoire des prix et des salaires en Autriche à l'époque médiévale et moderne. Mais, quelle qu'ait été la diversité de ses sujets, le travail de Přibram a toujours été marqué par le souci de lier analyses historiques et éditions de sources.

## Publications
- Österreich und Brandenburg, 1685-1686, Wagner'sche Universität-Buchhandlung, 1884 (lire en ligne).
- Franz Paul, Freiherr von Lisola -1613-1674- und die Politik seiner Zeit, Leipzig, Veit & Comp, 1894 (lire en ligne).
- Privatbriefe Kaiser Leopold I. an den Grafen f. E. Pötting, 1662-1673, in Kommission bei Carl Gerold's Sohn, Wien, 1904 (lire en ligne).
- The Secret Treaties of Austria-Hungary, 1879-1914, Cambridge, Harvard University Press, 1920, volume 1, 1921, volume 2. Negociations leading to the treaties of the Triple Alliance.